# 솔 벨로
솔 벨로(Saul Bellow, 1915년 7월 10일~2005년 4월 5일)는 미국의 소설가이다.
캐나다 퀘벡주 출신으로 9살 때 일리노이주 시카고로 이주, 시카고 대학교와 노스웨스턴 대학교에서 인류학을 공부하였다. 브리태니커 백과사전 편집에 참여하기도 했으나, 시카고 대학으로 복귀하고, 그 후 미네소타·프린스턴·뉴욕 대학에서 문학을 강의했다. <훔볼트의 선물>(1975)을 쓰고, 이듬해인 1976년에 노벨 문학상을 수상했다. 뿐만 아니라 세 번이나 미국 도서상을 수상하기도 하였다. 그의 첫 장편 <허공에 매달린 사나이>(1944)는 입대하기 전의 한 청년의 심정을 일기체 형식으로 쓴 것이며, <희생자>(1947)는 유대인과 이교도와의 관계를 그린 그의 출세작이다. <오기 마치의 모험>(1953), <하츠오그>(1964), <비의 왕 헨더슨>(1959) 등은 사회가 개인에게 가하는 압력의 실체를 철저하게 추구하여 인간의 허무성을 표백했다. 중편소설로는 현대인의 고경을 그린 <현재를 놓치지 마라>(1956)가 있고, 1964년에 공연된 희곡 <마지막 분석>이 있다. 이 밖에도 <새믈러 씨의 행성>(1970)과 여행기 <예루살렘을 다녀오다>(1976)가 출판되었다. 2005년에 영면하였다.